# 绍日宝根诺尔
绍日宝根诺尔，又名小力布哥，是位于中国内蒙古自治区呼伦贝尔市新巴尔虎右旗阿敦础鲁苏木西北的一个湖泊。其位置约在东经116°10′，北纬48°35′。湖面面积仅0.8平方公里。绍日宝根诺尔在蒙古语中的意思是涩味的湖。